# Сага (префектура)
Сага (на японски: 佐賀県, по английската Система на Хепбърн Saga-ken, Сага-кен) е една от 47-те префектури на Япония. Сага е с население от 866 402 жители (1 октомври 2005 г.) и има обща площ от 2439,31 км². Едноименният град Сага е административният център на префектурата.